# 朱刘街道
朱刘街道，是中华人民共和国山東省潍坊市昌乐县下辖的一个乡镇级行政单位。

## 行政区划
朱刘街道下辖以下地区：
朱刘东社区、朱刘西社区、万庄社区、钱家庄社区、戴家社区、侯家庄社区、大东庄社区、刘坤家社区、东南庄社区、西南庄社区、魏家庄社区、九级社区、张扬柴社区、三庙社区、山前社区、山坡社区、圈子社区、石桥社区、北庄社区、刘家庄村、小东庄村、都昌村和牟家村。